# Ниса (Туркменистан)
Вижте пояснителната страница за други значения на Ниса.
Ниса (на туркменски: Gadymy Nusaý; на персийски: نسا; на старогръцки: Νισαία) е древно партско селище, намиращо се на 18 km югозападно от днешен Ашхабад, Туркменистан.
Понякога е описван като първото седалище на централното правителство на партите. Счита се, че е бил основан от Аршак I (управлявал 250 – 211 г. пр.н.е.) и може би е бил резиденция на партските царе, макар крепостта в него да няма признаци, че е кралска резиденция или мавзолей.
През 2007 г. крепостта е включена в списъка на световното културно и природно наследство на ЮНЕСКО.

## История
През периода на Партското царство Ниса е голям център на търговията. По-късно е преименуван на Митрадаркирт (на партски: 𐭌𐭕𐭓𐭃𐭕𐭊𐭓𐭕 – букв. „крепост на Митридат“) от Митридат I (управлявал 171 – 138 пр.н.е.). Районът става известен с бързите и красивите си коне.
През 1 век пр.н.е. градът е напълно унищожен от земетресение.

## Разкопки
Разкопките при Ниса са разкрили значителни сгради, мавзолеи и светилища, както и надписани документи и плячкосани ценности. Открити са много са произведения на елинското изкуство, ритони от слонова кост и монети с ирански обекти.